# تيتان (حاسوب فائق)
تيتان هو حاسوب فائق قامت شركة كراي ببناءه في مختبر أوك ردج الوطني للاستخدام في المشاريع العلمية المختلفة. تيتان هو ترقية لحاسوب جاكور الموجود سابقا لدى أوك ردج، وهو يستخدم وحدات معالجة الرسوميات (GPU) بالإضافة إلى وحدات معالجة المركزية (CPU) وهو أول مثال هجين لتنفيذ أكثر من 10 بيتا فلوب. بدات الترقية في أكتوبر 2011، بدأ اختبار الاستقرار في أكتوبر 2012 وأصبح متوفر للباحثين في بداية عام 2013. كانت التكلفة الأولية للترقية 60 مليون دولار أمريكي، وتم تمويله بشكل أساسي من وزارة الطاقة الأمريكية.

## وصلات خارجية
- الموقع الرسمي